# Leif Næss
Leif Trygve Næss (født 29. januar 1923, død 10. juni 1973) var en norsk roer fra Haugesund. Han roede for Fana Roklubb.
Næss vandt bronze i otter ved OL 1948 i London, sammen med Harald Kråkenes, Thorstein Kråkenes, Hans Hansen, Kristoffer Lepsøe, Halfdan Gran Olsen, Thor Pedersen, Carl Monssen og styrmand Sigurd Monssen. Nordmændene blev nummer to i deres indledende heat, men vandt derpå opsamlingsheatet og derpå deres semifinale. I finalen kunne ingen af de to øvrige både følge med USA, der vandt med næsten ti sekunders forspring til Storbritannien på andenpladsen, der var 3,4 sekunder foran de norske bronzevindere.

## OL-medaljer
- 1948:  Bronze i otter